# Ермаков, Николай Спиридонович
Николай Спиридонович Ермаков (7 января 1927 года, г. Дорогобуж Смоленской области, — 28 марта 1987 года, г. Москва) — первый секретарь Кемеровского обкома КПСС в 1985—87 гг. Член КПСС с 1961 года. Член ЦК КПСС (1986—87 гг.).

## Биография
Родился в семье рабочего. С 1929 года проживал в Ярцево. С 1942 по осень 1943 года проживал в Духовщинском районе Смоленской области. В 1943 году приехал в Сталинск. С 1945 по 1950 годы работал на КМК.
В начале 1950х преподавал в Новокузнецком горно-транспортном техникуме.
- В 1952 году закончил Сибирский металлургический институт.
- 1960—64 — начальник Листвянского шахтостроительного управления
- 1964—66 — первый секретарь Куйбышевского райкома КПСС г. Новокузнецка
- 1966—68 — секретарь Новокузнецкого горкома КПСС
- 1968—74 — второй секретарь Новокузнецкого горкома КПСС
- 1974—83 — первый секретарь Новокузнецкого горкома КПСС
- 1983—84 — второй секретарь Кемеровского обкома КПСС
- 1984—85 — Первый заместитель заведующего Отделом тяжелой промышленности и энергетики ЦК КПСС
- 1985—87 — первый секретарь Кемеровского обкома КПСС
- Депутат Верховного Совета РСФСР в 1975—85 и 1985—86 гг.
- С 26 октября 1986 года — депутат Верховного Совета СССР

Скончался 28 марта 1987 года в Москве от рака желудка. Похоронен на Редаковском кладбище Новокузнецка Кемеровской области.

## Награды и премии[3]
Орден Ленина (6 января 1987)
Три ордена Трудового Красного Знамени (1966, 1971, 1974)
Медаль «Ветеран труда»
Юбилейная медаль «За доблестный труд (За воинскую доблесть). В ознаменование 100-летия со дня рождения Владимира Ильича Ленина»
Медаль «60 лет Монгольской народной революции»
Медаль «За особый вклад в развитие Кузбасса» I степени (2001, посмертно)
Почётный гражданин Кемеровской области (посмертно)
Почётный гражданин города Новокузнецка (1998, посмертно)

Премия Совета Министров СССР за разработку проекта и строительство Конверторного цеха № 2 Западно-Сибирского металлургического комбината (1976)

## Память
В городе Новокузнецке с 2003 расположен Проспект Ермакова, со сквером названным в честь Николая Спиридоновича Ермакова. В городе Новокузнецк действует Фонд имени Н. С. Ермакова.

## Сочинения
- Кузбасс в XII пятилетке. Курсом ускорения.